# Glapansari
Glapansari is een bestuurslaag in het regentschap Temanggung van de provincie Midden-Java, Indonesië. Glapansari telt 3014 inwoners (volkstelling 2010).